# Stávek (Jičínská pahorkatina)
Stávek (416 m n. m.) je vrch v okrese Semily Libereckého kraje, v CHKO Český ráj. Leží asi 1 km zjz. od obce Hrubá Skála na příslušném katastrálním území.

## Geomorfologické zařazení
Vrch náleží do celku Jičínská pahorkatina, podcelku Turnovská pahorkatina, okrsku Vyskeřská vrchovina a podokrsku Hruboskalská vrchovina.

## Přístup
Automobilem se dá nejblíže dopravit k východnímu úpatí po silnici Hrubá Skála – Drahoňovice. Od silnice vede cesta po hřbetnici Stávku. V okolí vedou turistické trasy všech barev.